# Fresno de la Fuente
Fresno de la Fuente é um município da Espanha na província de Segóvia, comunidade autónoma de Castela e Leão, de área 17,67 km² com população de 80 habitantes (2004) e densidade populacional de 4,53 hab/km².

## Demografia
| Variação demográfica do município entre 1991 e 2004 | Variação demográfica do município entre 1991 e 2004 | Variação demográfica do município entre 1991 e 2004 | Variação demográfica do município entre 1991 e 2004 |
| --------------------------------------------------- | --------------------------------------------------- | --------------------------------------------------- | --------------------------------------------------- |
| 1991                                                | 1996                                                | 2001                                                | 2004                                                |
| 106                                                 | 78                                                  | 74                                                  | 80                                                  |